# باتريك كروز
باتريك كروز (1 أبريل 1993 بميناس جرايس في البرازيل - ) هو لاعب كرة قدم برازيلي في مركز الهجوم. لعب مع نادي فلامنغو.

## وصلات خارجية
- باتريك كروز على موقع قاعدة بيانات كرة القدم.إي يو (الإنجليزية)
- باتريك كروز على موقع Soccerway.com (الإنجليزية)